# Trentepohlia pendleburyi
Trentepohlia pendleburyi är en tvåvingeart som beskrevs av Edwards 1928. Trentepohlia pendleburyi ingår i släktet Trentepohlia och familjen småharkrankar. Inga underarter finns listade i Catalogue of Life.